# 용봉 나들목
용봉 나들목(Yongbong IC)은 광주광역시 북구 용봉동, 오치2동에 걸쳐 있는 호남고속도로의 11번 교차로이다.
예전에는 엇갈린 다이아몬드 형태의 나들목이 설치되어 있었으나 서쪽으로 이설하였다. 현재 나들목은 고속도로 진입이 불가능하며 진출 램프만 설치되어 있다. 광주 시내 (북구 오치동, 용봉동 일대)로 진출할 수 있다.
추후 2025년에 호남고속도로 동광주 나들목 ~ 광산 나들목 왕복 6 ~ 8차로 확장과 함께 진입로를 설치할 예정이다.

## 연혁
- 1973년 11월 14일 : 호남고속도로 전주 ~ 순천 구간 개통과 함께 통행 개시[2]
- 1997년 9월 1일 : 나들목 이설[3]

## 구조물 정보
- 위치: 광주광역시 북구 용봉동, 오치2동

## 접속하는 도로
- 문화소통로
- 설죽로
- 천지인로